# Гарсо, Франсуа Александр Пьер де
Франсуа Александр Пьер де Гарсо (фр. François Alexandre Pierre de Garsault; около 1693 — ноябрь 1778) — французский писатель, иллюстратор и натуралист.

## Биография
Франсуа Александр де Гарсо родился, предположительно, между 1691 и 1693 годами (иногда указывается 1673 год). 
Гарсо был членом Французском академии наук. Он перевёл на французский язык несколько книг, посвящённым лошадям. Среди них The anatomy of an horse английского учёного Эндрю Снапа (1683). В 1756 году вышла книга Гарсо Traité des voitures, посвящённая различным лошадиным повозкам. В 1769 году Гарсо издал Le Guide du Cavalier, свою последнюю книгу по иппологии.
Затем Гарсо увлёкся рисованием, скульптурой и другими областями искусства. В 1767—1774 вышли его руководства по сапожничеству, портняжничеству, шорничеству, изготовлению париков и другим ремёслам.
Франсуа де Гарсо скончался в ноябре 1778 года. Он был женат, однако детей у него не было.

## Некоторые научные работы
- Garsault, F.A.P. de (1764). Les figures des plantes et animaux d'usage en médicine, décrit dans la matière médicale de M. Geoffroy. 5 vols.
- Garsault, F.A.P. de (1765). Explication abrégée de sept cent dix-neuf plantes. 472 p.
- Garsault, F.A.P. de (1767). Description, vertus et usage de sept cent dix-neuf plantes, tant étrangères que de nos climats. 5 vols.